# 高梨康治
高梨 康治（たかなし やすはる、1963年4月13日 - ）は、日本の作曲家、編曲家、キーボーディスト。東京都出身。尚美高等音楽学院卒業。AB型。

## 概要
格闘技PRIDEのテーマに代表されるような燃えるサウンドや、ヘヴィメタルとオーケストラを高次に融合させた重厚な作風で知られ、作曲家としてアニメ・特撮物などの映像作品の劇伴、主題歌、格闘技などのテーマ曲を数多く手がける。
和楽器をフィーチャーしたハードロックバンド六三四Musashiのキーボーディストを務め、現在は六三四Musashiの精神を受け継ぐ刃-yaiba-（後述）を率いる中心人物でもある。
近年はその楽曲が特に海外において高く評価されつつあり、2013年、2014年、2020年ｰ2024年の通算で7度『NARUTO -ナルト- 疾風伝』でJASRAC賞「国際賞」を受賞したほか、2017年には『FAIRY TAIL』でも同賞を受賞した。
少年時代にリッチー・ブラックモアに憧れギタリストを志すが、その後18歳でキーボードに転向し、1980年代に様式美メタルバンドHellenのキーボーティストとして活動、1985年にはアルバム「Talon of King」をリリース。
バンド脱退後、1990年代初頭には日本ファルコムが販売しているゲームソフトのゲームミュージックをアレンジして演奏するJ.D.K.BANDのメンバーとしても活動。1993年にはHellenのギタリストであった清水保光らとPLANET EARTHを結成。
1990年代よりゲームミュージックなどを手掛けるようになり、2000年代初頭には映像作品の劇伴にも進出。2003年の『爆転シュート ベイブレードGレボリューション』を皮切りに本格的に劇伴を手掛け始める。
2009年から2012年までの4年間、女児向けアニメであるTVシリーズ『プリキュアシリーズ』の音楽を担当した。オファー時には自身の作品傾向との違いに戸惑ったものの、「今までのシリーズとは全く別のものにしたい」というプロデューサーの意向を受け、ヘヴィメタルを基調とした「キュアメタル」と称される一連の作風を生み出した。
2018年3月、NASAより高梨を因んだ小惑星「(55319) Takanashi」が誕生した。

## 演奏メンバー
ほとんどの作品において藤澤健至が単独でギターを演奏している。他に多くの作品で瀧田イサム（ベース）、伊藤佳奈子（ヴァイオリン）、Jill（ヴァイオリン）REMI（コーラス）、ますだみき（コーラス）、茂戸藤浩司（和太鼓）、満園庄太郎（ベース）實成峻（ドラム）、高桑英世（フルート）、朝川朋之（ハープ）などが主要メンバーとして演奏に参加している。また、『NARUTO -ナルト- 疾風伝』におけるき乃はち（尺八）、元永拓（尺八）、-KIJI-（津軽三味線）、『地獄少女シリーズ』におけるユン・ヘギョン（ヘグム）、井上憲司（シタール）、『FAIRY TAIL』における元井信（フィドル）など、作品ごとに和楽器に止まらない多種多様な民族楽器奏者が参加している。
ドラムは基本的に打ち込みであり、音のリアルさを追求するために常に憧れのドラマーをシミュレートしながら作るという。
シンセサイザープログラマーは多くの作品で高山淳が担当している。また、ゾンビランドサガなど、Funta7がシンセサイザープログラマーを担当した作品もある。

## 刃-yaiba-
刃-yaiba-（ヤイバ）は2002年にレコーディング・エンジニアである青砥州比古との「インストゥルメンタルで世界を感動させるロックを作ろう」という考えの元に生まれたユニットであり、発案当初からのコンセプトは「和太鼓とロックバンドの融合」である。2007年から2017年まで六三四プロジェクトから引き継ぐ形で『NARUTO -ナルト- 疾風伝』の演奏を担当し、「高梨康治、刃-yaiba-」と連名でクレジットされた。また同作品においては著作者が「刃-yaiba-」名義の曲が全体の3割弱を占める（2007年 - 2011年）。同作品の続編『BORUTO -ボルト- -NARUTO NEXT GENERATIONS-』や『ALL OUT!!』『タイガーマスクW』『ゲゲゲの鬼太郎 (第6期)』等でも演奏も担当している。また、高梨は携わっていないものの、藤澤健至が劇伴を担当した『バキ』のサウンドトラックでは、「刃-yaiba-」のメンバーが結集した、という商品説明がされている。
刃-yaiba-の構成メンバーは結成初期の『新・北斗の拳』担当時（2003年）には
- 高梨康治（キーボード）
- 茂戸藤浩司・Ajo・関口範章（和太鼓）
- 飯塚昌明（ギター）
- 瀧田イサム（ベース）
- 工藤義弘（ドラム）

である。
『NARUTO -ナルト- 疾風伝』のテレビ版サウンドトラックI・II（2007年・2009年）では
- 高梨康治（キーボード）
- 茂戸藤浩司（和太鼓）
- 飯塚昌明・藤澤健至（ギター）
- 瀧田イサム（ベース）

であり、これに尺八、津軽三味線、ストリングス、コーラスなどが加わる。
現在、所属事務所のオフィシャルサイトの刃-yaiba-の項に記載されているメンバーは、
- 高梨康治（キーボード）
- 茂戸藤浩司（和太鼓）
- 藤澤健至（ギター）

であるが、高梨本人のTwitter（現X）ではレコーディング風景などと共に満園庄太郎（ベース）、實成峻（ドラム）を「刃-yaiba-のメンバー」として紹介している。

## 音楽制作集団Team-MAX
音楽制作集団Team-MAX（チーム・マックス）は、高梨が主宰する音楽制作会社。商号は株式会社Team-MAX。
社名は高梨が主題歌を担当した『ウルトラマンマックス』に由来している。
2025年5月現在の所属アーティスト（クリエイター・演奏者）は、
- 高梨康治
- 藤澤健至
- 茂戸藤浩司
- 片山修志
- ヨハネス・ニルソン
- 高本愛海
- 郡司成了
- 刃-Yaiba-
- Far East Groove

である。
また、提携アーティストとして、
- 岩崎琢
- Funta7

の2名が記載されており、過去には元所属作曲家の水谷広実も記載されていた。

## ライブ活動（刃-yaiba-結成以降）
2002年以降、刃-yaiba-として格闘技イベント等のオープニング演奏を担当することがある。2014年以降ライブ活動を本格化させており、ライブでは『NARUTO -ナルト- 疾風伝』『プリキュアシリーズ』『FAIRY TAIL』等の作品から自身による曲を中心に演奏する。
各ライブにおいて、刃-yaiba-として担当した作品の曲もそれ以外の曲も演奏メンバーは変わらず、ほとんどの曲に和太鼓の茂戸藤浩司が演奏参加するなど、ライブならではの特徴が見られる。
2014年以降に行われたライブ（刃-yaiba-として出演したものを含む）の参加メンバーは以下の通りである。
| 年     | ライブ                                                                                       | キーボード                 | 和太鼓                    | ギター                      | ベース              | ドラム        | コーラス        | 尺八              | 三味線            | ヴァイオリン/ストリングス | ボーカル                    | ウインドシンセサイザー | 他       | 備考   |
| ------ | -------------------------------------------------------------------------------------------- | -------------------------- | ------------------------- | --------------------------- | ------------------- | ------------- | --------------- | ----------------- | ----------------- | ------------------------- | --------------------------- | ---------------------- | -------- | ------ |
| 2014年 | 高梨康治 -CureMetalNite vol.1-                                                               | 高梨康治                   | 茂戸藤浩司                | 藤澤健至                    | 満園庄太郎          | 山口"PON"昌人 | Remi ますだみき |                   |                   | 渡辺一雄                  | 工藤真由*                   |                        |          | [ 30 ] |
| 2015年 | HANEDA INTERNATIONAL ANIME MUSIC FESTIVEL                                                    | 高梨康治                   | 茂戸藤浩司                | 藤澤健至                    | 満園庄太郎          | 市川義久      | Remi ますだみき | き乃はち          | -KIJI-            |                           |                             |                        | [ 31 ]   |        |
| 2015年 | Japan Expo 2015（フランス・パリ）                                                            | 高梨康治                   | 茂戸藤浩司                | 藤澤健至                    | 満園庄太郎          | 市川義久      |                 | き乃はち          | -KIJI-            |                           | 高山淳                      | [ 33 ]                 |          |        |
| 2015年 | 高梨康治 -CureMetalNite 2015-                                                                | 高梨康治                   | 茂戸藤浩司                | 藤澤健至                    | 満園庄太郎          | 市川義久      | Remi ますだみき | き乃はち          | -KIJI-            | 渡辺一雄                  | 工藤真由* 田野アサミ*       |                        |          | [ 34 ] |
| 2016年 | 高梨康治 -CureMetalNite 2016- The Last                                                       | 高梨康治                   | 茂戸藤浩司                | 藤澤健至                    | 満園庄太郎          | 市川義久      | Remi ますだみき | 元永拓            | -KIJI-            | 水谷美月*                 | 田野アサミ* 西村ちなみ*     |                        | [ 36 ]   |        |
| 2017年 | 高梨康治 & 刃-yaiba- Live 2017                                                               | 高梨康治                   | 茂戸藤浩司                | 藤澤健至                    | 満園庄太郎          | 市川義久      |                 | 元永拓            | -KIJI-            | 水谷美月*                 | Ray 田野アサミ* ますだみき* |                        | 高山淳   | [ 33 ] |
| 2018年 | HINODE POWER JAPAN 2018（ロシア・モスクワ）                                                  | 高梨康治                   | 茂戸藤浩司                | 藤澤健至                    | 満園庄太郎          |               |                 | 元永拓            | -KIJI-            |                           |                             |                        | [ 33 ]   |        |
| 2019年 | 高梨康治〜FAIRY TAIL Music Live〜竜王音楽祭                                                  | 高梨康治                   |                           | 藤澤健至                    | 満園庄太郎          | 實成峻        | Remi ますだみき |                   |                   | 水谷美月                  |                             | Funta7真島ヒロ*        | [ 39 ]   |        |
| 2021年 | YAIBA StudioLive 2021～NARUTO / BORUTO                                                       | 高梨康治                   | 茂戸藤浩司                | 藤澤健至                    | 満園庄太郎          | 實成峻        |                 | 元永拓            | -KIJI-            | Jill Strings              | Ray ますだみき              |                        | Funta7   | [ 40 ] |
| 2022年 | 高梨康治 CureMetalNite 2022                                                                  | 高梨康治 高木洋* 林ゆうき* |                           | 藤澤健至                    | 満園庄太郎          | 實成峻        | 早川咲 MAKOTO   |                   |                   | Jill Strings              | 田野アサミ* Smewthie*       |                        | Funta7   | [ 42 ] |
| 2022年 | 京伴祭 -KYOTO SOUNDTRACK FESTIVAL-（日本・京都）                                             | 高梨康治                   | 茂戸藤浩司*               | 遠山哲朗 渡辺裕太 藤澤健至* | 田辺トシノ          | 渡邊悠        |                 |                   | -KIJI-*           | 室屋光一郎Strings         |                             |                        | 谷内翔太 | [ 45 ] |
| 2023年 | 東京伴祭 –TOKYO SOUNDTRACK FESTIVAL– 2023                                                    | 高梨康治                   | 茂戸藤浩司*               | 遠山哲朗 渡辺裕太 藤澤健至* | 田辺トシノ          | 山本晃紀      |                 | 室屋光一郎Strings | -KIJI-*           | 天麻ゆうき（Smewthie）    | 中村有里                    | 荻野目諒               | [ 48 ]   |        |
| 2023年 | Otakon 2023（アメリカ合衆国・ワシントンD.C.）                                                | 高梨康治                   | 茂戸藤浩司                | 藤澤健至                    | 満園庄太郎          | 實成峻        | 元永拓          | -KIJI-            | Strings           | Mike Vescera*             |                             | Funta7                 | [ 33 ]   |        |
| 2023年 | Connichi 2023（ドイツ・ヴィースバーデン）                                                    | 高梨康治                   | 茂戸藤浩司                | 藤澤健至                    | 満園庄太郎          | 實成峻        | 元永拓          | -KIJI-            |                   |                           |                             | Funta7                 | [ 33 ]   |        |
| 2023年 | 京伴祭 –KYOTO SOUNDTRACK FESTIVAL– 2023（日本・京都）                                        | 高梨康治                   | 茂戸藤浩司*               | 遠山哲朗 藤澤健至*          | 田辺トシノ          | 渡邊悠        |                 | -KIJI-*           | 室屋光一郎Strings | 中村有里                  | 荻野目諒                    | [ 50 ]                 |          |        |
| 2024年 | Desucon Frostbite 2024（フィンランド・ラハティ）                                             | 高梨康治                   |                           | Ossi Maristo Iivo Kaipainen | Jesper Anastasiadis | Toni Porthen  |                 | Tuomas Rounakari  |                   | Funta7                    | [ 51 ]                      |                        |          |        |
| 2024年 | 燃动!!高梨康治SUMMER LIVE TOUR IN CHINA 2024（中国・上海・広州）                             | 高梨康治                   | 藤澤健至                  | 満園庄太郎                  | 實成峻              |               |                 |                   | [ 52 ]            | Funta7                    |                             |                        |          |        |
| 2024年 | Otakuthon 2024（カナダ・モントリオール）                                                     | 高梨康治                   | 仲間将太 Daniele Gottardo | Louis A. Ochoa              | Matt Zappa          |               | Siobhan Cronin  |                   | [ 53 ]            | Funta7                    |                             |                        |          |        |
| 2024年 | 京伴祭 –KYOTO SOUNDTRACK FESTIVAL– 2024（日本・京都）                                        | 高梨康治                   | 黒流*                     | 遠山哲朗 渡辺裕太 若井望*   | 田辺トシノ          | 渡邊悠        | -KIJI-*         | Jill Strings      | 中村有里          |                           | [ 55 ]                      |                        |          |        |
| 2024年 | 台中國際動漫博覽會（台湾・台中）                                                             | 高梨康治                   | 黒流                      | 藤澤健至                    | 満園庄太郎          | 實成峻        | -KIJI-          | 星野沙織          | 中村有里          | Funta7                    | [ 56 ]                      |                        |          |        |
| 2024年 | 東京伴祭 –TOKYO SOUNDTRACK FESTIVAL– 2024                                                    | 高梨康治                   | 黒流*                     | 藤澤健至* 若井望*           | 田辺トシノ          | 山本真央樹    | -KIJI-*         | Jill Strings      | 中村有里          | Juno*                     |                             | [ 57 ] [ 58 ]          |          |        |
| 2025年 | Beginning The Quest Tour（フィンランド・ヘルシンキ、スペイン・カルタヘナ、イタリア・ミラノ） | 高梨康治                   |                           | 若井望                      | Jesper Anastasiadis | Tino Jäntti   |                 | Tuomas Rounakari  | Juno              |                           | Funta7                      | [ 59 ]                 |          |        |

※*印はゲスト出演
※開催地が未記載の公演は、日本・東京都での開催

### 刃-yaiba-第二班
2023年9月に行われた『NARUTO THE LIVE』の開催時は、ドイツ渡航中であった刃-yaiba-の代理として下記のメンバーによる演奏が行われた。イベントでは「刃-yaiba-第二班」として紹介されている。
| 年     | ライブ                      | 和太鼓            | ギター | ベース     | ドラム | ウインドシンセサイザー | 三味線   | ヴァイオリン | 備考   |
| ------ | --------------------------- | ----------------- | ------ | ---------- | ------ | ---------------------- | -------- | ------------ | ------ |
| 2023年 | NARUTO THE LIVE(日本・千葉) | 井上智彦 加藤拓哉 | 若井望 | 田辺トシノ | MAKI   | 中村有里               | 岩田桃楠 | Jill         | [ 61 ] |

## 担当作品
最後の三項目（ゲーム音楽・ラジオ番組・CM音楽）以外の作品群がいわゆる劇伴に分類される。

### 映画
- NARUTO ※刃-yaiba- と共同
  - 劇場版 NARUTO -ナルト- 疾風伝（2007年）
  - 劇場版 NARUTO -ナルト- 疾風伝 絆（2008年）
  - 劇場版 NARUTO -ナルト- 疾風伝 火の意志を継ぐ者（2009年）
  - 劇場版 NARUTO -ナルト- 疾風伝 ザ・ロストタワー（2010年）
  - 劇場版 NARUTO -ナルト- ブラッド・プリズン（2011年）
  - ROAD TO NINJA -NARUTO THE MOVIE-（2012年）
  - THE LAST -NARUTO THE MOVIE-（2014年）
  - BORUTO -NARUTO THE MOVIE-（2015年）
- ゲゲゲの鬼太郎 千年呪い歌（2008年）
- プリキュアシリーズ
  - プリキュアオールスターズシリーズ
    - 映画 プリキュアオールスターズDX みんなともだちっ☆奇跡の全員大集合!（2009年）※佐藤直紀と共同
    - 映画 プリキュアオールスターズDX2 希望の光☆レインボージュエルを守れ!（2010年）※佐藤直紀と共同
    - 映画 プリキュアオールスターズNewStage みらいのともだち（2012年）
    - 映画 プリキュアオールスターズNewStage2 こころのともだち（2013年）
    - 映画 プリキュアオールスターズNewStage3 永遠のともだち（2014年）
    - 映画 プリキュアオールスターズ 春のカーニバル♪（2015年）

  - レギュラーシリーズ
    - 映画 フレッシュプリキュア! おもちゃの国は秘密がいっぱい!?（2009年）
    - 映画 ハートキャッチプリキュア! 花の都でファッションショー…ですか!?（2010年）
    - 映画 スイートプリキュア♪ とりもどせ! 心がつなぐ奇跡のメロディ♪（2011年）
    - 映画 スマイルプリキュア! 絵本の中はみんなチグハグ!（2012年）
- FAIRY TAIL
  - 劇場版 FAIRY TAIL -鳳凰の巫女-（2012年）
  - 劇場版 FAIRY TAIL -DRAGON CRY-（2017年）
- Dust（2013年）※アメリカ映画、Joson Gallaty、Rozenと共同[62]
- 万万没想到：西游篇（2015年）※中国映画
- げんばのじょう-玄蕃之丞-（2017年）※片山修志と共同
- 劇場版 ウルトラマンR/B セレクト 絆のクリスタル（2019年）
- 劇場版 美少女戦士セーラームーンEternal
  - 劇場版 美少女戦士セーラームーンEternal 前編（2021年）
  - 劇場版 美少女戦士セーラームーンEternal 後編（2021年）
- 劇場版 美少女戦士セーラームーンCosmos
  - 美少女戦士セーラームーンCosmos 前編（2023年）
  - 美少女戦士セーラームーンCosmos 後編（2023年）

### テレビアニメ・OVA・Webアニメ
- NARUTO
  - NARUTO -ナルト-（2002年 - 2007年）※六三四プロジェクト名義、増田俊郎と共同
  - NARUTO -ナルト- 疾風伝（2007年 - 2017年）※刃-yaiba-と共同
  - BORUTO-ボルト- -NARUTO NEXT GENERATIONS-（第一期、2017年 -2023年）※刃-yaiba-と共同
- 爆転シュート ベイブレードGレボリューション（2003年）
- 新・北斗の拳（OVA）（2003年）※刃-yaiba-としても参加
- GANTZ（2004年）※第6話以降
- それいけ!ズッコケ三人組（2004年）
- 韋駄天翔（2005年 - 2006年）
- 地獄少女
  - 地獄少女（2005年 - 2006年）※水谷広実と共同
  - 地獄少女 二籠（2006年 - 2007年）※水谷広実と共同
  - 地獄少女 三鼎（2008年 - 2009年）※水谷広実、藤澤健至と共同
  - 地獄少女 宵伽（2017年）
- 怪 〜ayakashi〜
  - 怪 〜ayakashi〜（2006年）
  - モノノ怪（2007年）
- ぽかぽか森のラスカル（2006年）※水谷広実 と共同
- ヤマトナデシコ七変化♥（2006年 - 2007年）※水谷広実と共同
- 一騎当千
  - 一騎当千 Dragon Destiny（2007年）
  - 一騎当千 Great Guardians（2008年）
  - 一騎当千 XTREME XECUTOR（2010年）
  - 一騎当千 集鍔闘士血風録（2012年、OVA）
  - 一騎当千 Extravaganza Epoch（2015年、OVA）
  - 一騎当千 Western Wolves（2019年、OVA）
  - 真・一騎当千（2022年）
- 鳥の歌（2007年）
- 瀬戸の花嫁
  - 瀬戸の花嫁（2007年）
  - 瀬戸の花嫁OVA仁（2008年）
  - 瀬戸の花嫁OVA義（2009年）
  - 瀬戸の花嫁　否苦炒亜怒羅魔 極道の妻 KEJIME（2010年）
- 地球へ…（2007年）
- イタズラなKiss（2008年）
- 我が家のお稲荷さま。（2008年）
- ヒャッコ（2008年）※つんく、水谷広実、藤澤健至と共同
- MAGIC GIRLS（2008年 - 2010年）
- プリキュアシリーズ
  - フレッシュプリキュア!（2009年 - 2010年）
  - ハートキャッチプリキュア!（2010年 - 2011年）
  - スイートプリキュア♪（2011年 - 2012年）
  - スマイルプリキュア!（2012年 - 2013年）
- こんにちは アン 〜Before Green Gables（2009年）※水谷広実、藤澤健至と共同
- FAIRY TAIL
  - FAIRY TAIL（2009年 - 2013年）
  - FAIRY TAIL（第2期、2014年 - 2016年）
  - FAIRY TAIL（ファイナルシリーズ、2018年 - 2019年）
  - FAIRY TAIL 100年クエスト（2024年）
- Halo Legends（OVA）（2010年）※オムニバス
- 屍鬼（2010年）
- べるぜバブ（2011年 - 2012年）※藤澤健至と共同[63]
- カーニバル・ファンタズム（OVA）（2011年）
- 織田信奈の野望（2012年）
- 断裁分離のクライムエッジ（2013年）
- ファンタジスタドール（2013年）
- ログ・ホライズン
  - ログ・ホライズン（2013年 - 2014年）
  - ログ・ホライズン（第2期、2014年 - 2015年）
  - ログ・ホライズン 円卓崩壊（2021年）
- MANPA[64]（2013年 - ）
- 熱風海陸ブシロード（2013年）
- Z/X IGNITION（2014年）
- 美少女戦士セーラームーンCrystal
  - 美少女戦士セーラームーンCrystal[65]（2014年 - 2015年）
  - 美少女戦士セーラームーンCrystal Season III（2016年）
- フランチェスカ（2014年）※片山修志と共同
- 俺、ツインテールになります。[66]（2014年）
- 新妹魔王の契約者
  - 新妹魔王の契約者（2015年）
  - 新妹魔王の契約者 BURST（2015年）
  - 新妹魔王の契約者 DEPARTURES（2018年）
- SHOW BY ROCK!!
  - SHOW BY ROCK!!（2015年）※Funta7、RegaSoundと共同
  - SHOW BY ROCK!!（第2期、2016年）※Funta7、RegaSoundと共同
  - SHOW BY ROCK!! ましゅまいれっしゅ!!（2020年）※Funta7と共同
  - SHOW BY ROCK!! STARS!!（2021年）※Funta7、鈴木暁也と共同
- SUPER LOVERS
  - SUPER LOVERS（2016年）※片山修志、加藤賢二と共同
  - SUPER LOVERS 2（2017年）※片山修志、加藤賢二と共同
- 不機嫌なモノノケ庵（2016年）
- ALL OUT!!（2016年）※刃-yaiba-と共同[67]
- 怪獣娘〜ウルトラ怪獣擬人化計画〜[68]（2016年）
- タイガーマスクW（2016年）※刃-yaiba-と共同
- エルドライブ【ēlDLIVE】（2017年）
- つぐもも
  - つぐもも（2017年）
  - 継つぐもも（2020年）
- キリングバイツ（2018年）
- ゲゲゲの鬼太郎（第6期、2018年）※刃-yaiba-と共同[69]
- カリギュラ（2018年）※増子津可燦、Funta7、RegaSound、岩田賢治と共同
- ゾンビランドサガ
  - ゾンビランドサガ（2018年） ※Funta7と共同
  - ゾンビランドサガ リベンジ（2021年） ※Funta7と共同[70]
- ケンガンアシュラ
  - ケンガンアシュラ・Part1（2019年）
  - ケンガンアシュラ・Part2（2019年）
  - ケンガンアシュラseason2・Part1（2023年）
  - ケンガンアシュラseason2・Part2（2024年）
  - 範馬刃牙VSケンガンアシュラ（2024年）※藤澤健至と共同
- 群青のマグメル（2019年）[71]
- 爆丸
  - 爆丸バトルプラネット（2019年）
  - 爆丸アーマードアライアンス（2020年）※鈴木暁也、ヨハネス・ニルソンと共同
  - 爆丸ジオガンライジング（2021年）※鈴木暁也、ヨハネス・ニルソンと共同
  - 爆丸エボリューションズ（2022年）※鈴木暁也、ヨハネス・ニルソンと共同
  - 爆丸レジェンズ（2023年）※鈴木暁也、ヨハネス・ニルソンと共同
- 無能なナナ（2020年）
- 終末のワルキューレ
  - 終末のワルキューレ（2021年）[72]
  - 終末のワルキューレII（2023年）
- Fate/Grand Carnival（2021年）※芳賀敬太と共同
- URVAN（2021年）[73]
- 月が導く異世界道中
  - 月が導く異世界道中（2021年）
  - 月が導く異世界道中 第二幕（2024年）
- 大正オトメ御伽話（2021年）
- 東京ミュウミュウ にゅ〜♡
  - 東京ミュウミュウ にゅ〜♡（2022年）[74]
  - 東京ミュウミュウ にゅ〜♡（第2期、2023年）
- BASTARD!! -暗黒の破壊神-
  - BASTARD!! -暗黒の破壊神-（2022年）[75]
  - BASTARD!! -暗黒の破壊神-（第2期、2023年）
- ブッチギレ!（2022年）
- 転生したら剣でした（2022年）
- 異世界のんびり農家（2023年）※ヨハネス・ニルソンと共同[76]
- 魔法少女にあこがれて（2024年）※鈴木暁也、ヨハネス・ニルソンと共同[77]
- キン肉マン 完璧超人始祖編（2024年）[78]
- 片田舎のおっさん、剣聖になる（2025年）[79]
- 最強王図鑑～The Ultimate Tournament～（2025年）※ヨハネス・ニルソン、Team-MAXと共同[80]
- 機械じかけのマリー（2025年）※ヨハネス・ニルソンと共同[81]

### テレビドラマ
- 雨に眠れ（2000年）
- 東京湾景（2004年）※イルマと共同
- しゃばけ（2007年）
- うそうそ（2008年）

### 特撮
- 超星神
  - 超星神グランセイザー（2003年 - 2004年）
  - 幻星神ジャスティライザー（2004年 - 2005年）
- Kawaii! JeNny（2007年）
- ファイヤーレオン（2013年 - 2014年）
- ウルトラマンR/B（2018年）

### 舞台
- ネオロマンス・ステージ 遙かなる時空の中で
  - ネオロマンス・ステージ 遙かなる時空の中で 舞一夜（2008年）※藤澤健至と共同
  - ネオロマンス・ステージ 遙かなる時空の中で 朧草紙（2009年）※藤澤健至と共同
- 龍と牡丹 Vol.1（2011年）※音楽監督、茂戸藤浩司と共同
- 朗読劇「まおゆう魔王勇者 人間宣言 ～名もなき少女が 魂の解放を叫ぶ～」(2013)

### ドラマCD
- 魔女っ子戦隊パステリオン（1998年）
- ミカるんX（2009年）
- まおゆう魔王勇者
  - まおゆう魔王勇者外伝 〜二人の王、一つの道〜（2012年）
  - 人間宣言 （2012年）
  - まおゆう魔王勇者 外伝 砂丘の国の弓使い（2013年）
- ログ・ホライズン
  - 安住の地を求めて（2013年）
  - 黒剣VS狂戦士（2013年）
  - レイネシアの優雅なる一日（2014年）
  - ガールズトーク・妄想編（2014年）
  - 銀の弓VS黒の剣（2014年）
  - ゴー！イースト（2014年）

### ゲーム音楽
- GUILTY GEAR（1998年）※編曲、石渡太輔と共同
- スーパー特撮大戦2001（2001年）
- 機動戦士ガンダム
  - ジオニックフロント 機動戦士ガンダム0079（2001年）※有馬孝哲、山田耕治と共同
  - 機動戦士ガンダム ギレンの野望 ジオン独立戦争記（2002年）※有馬孝哲と共同
  - 機動戦士ガンダム めぐりあい宇宙（2003年）※有馬孝哲、山田耕治、鵜村泰、牧野忠義と共同
- MAXIMUM CHASE（2002年）
- ダイナソーハンティング 〜失われた大地〜（2003年）
- GENJI
  - GENJI（2005年）
  - GENJI-神威奏乱-（2006年）
- 餓狼伝
  - 餓狼伝 Breakblow（2005年）※藤澤健至と共同
  - 餓狼伝 Breakblow Fist or Twist（2007年）※藤澤健至と共同
- スーパーロボット大戦Scramble Commander the 2nd[82]（2007年）
- パチスロ戦国無双(PS3)[83]（2007年）※たにやんと共同
- 鬼武者Soul（2012年）※水谷広実、藤澤健至、茂戸藤浩司と共同
- 全国ヒーロースラッシュバトル（2013年）※複数の作曲家と共同
- ジェイスターズ ビクトリーバーサス（2014年）※水谷広実、藤澤健至、片山修志、加藤賢二と共同
- 決戦!平安京（2019年）
- 山海镜花（2019年）※音楽監修、作曲はFunta7、片山修志、鈴木暁也、ヨハネス・ニルソンが担当
- コード:ドラゴンブラッド（2020年） [84]
- Gate of Nightmares（2021年）[85]
- 火影忍者手游（2024年）※小南テーマ曲「鹤泊」作曲[86]

### ラジオ番組
- ベースボール・ドリーミン（1997年）
- 高梨康治「アキバ鋼鉄製作所」（2014年 - 2024年）※アニメイトTV、ラジオパーソナリティ(田野アサミと共同)[87][88]

### CM音楽
- ブシロードTCG商品CM・企業イメージCM
- バンダイ「スイートプリキュア♪ 愛のビート♪ラブギターロッド」CM

### その他
- THE LAST METAL（2021年 - ）[89]※音楽プロデューサー[90]

## 提供曲

### 主題歌・テーマ曲
ここでは主題歌シングルのカップリング曲も含める。

#### アニメ・特撮・ゲームなど
| 年     | 作品名                                                                          | 種別   | 曲名                                            | 担当       | 備考    |
| ------ | ------------------------------------------------------------------------------- | ------ | ----------------------------------------------- | ---------- | ------- |
| 1997年 | CD-ROM「Black Knight BAT」                                                      | TM     | ブラックナイトバット                            | 作曲・編曲 | [ 92 ]  |
| 1998年 | BADBOYS5                                                                        | ED     | Beat Back!                                      | 作曲       | [ 94 ]  |
| 1998年 | 魔女っ子戦隊 パステリオン                                                       | TM     | 魔女っ子戦隊パステリオン                        | 作曲・編曲 | [ 95 ]  |
| 1998年 | AIKa                                                                            | OP     | 真夏の星座                                      | 作曲・編曲 | [ 97 ]  |
| 1998年 | AIKa                                                                            | OP c/w | SCHOOL DAYS                                     | 編曲       | [ 97 ]  |
| 1999年 | Z/ETA〜ジータ〜                                                                 | TM     | DEFEND THE TRUTH                                | 編曲       | [ 100 ] |
| 1999年 | ウルトラマンガイア                                                              | AR     | ウルトラマンガイア!（コロムビア・ヴァージョン） | 編曲       | [ 102 ] |
| 2001年 | スーパー特撮大戦2001                                                            | TM     | 君は閃光☆THUNDERBOLT                            | 作曲・編曲 | [ 103 ] |
| 2005年 | 幻星神ジャスティライザー                                                        | OP c/w | ジャスティパワー〜正義の剣〜                    | 編曲       | [ 105 ] |
| 2005年 | ウルトラマンマックス                                                            | OP     | ウルトラマンマックス                            | 作曲・編曲 | [ 106 ] |
| 2005年 | 劇場版ポケットモンスター アドバンスジェネレーション ミュウと波導の勇者 ルカリオ | OP     | バトルフロンティア                              | 編曲       | [ 108 ] |
| 2006年 | アイシールド21                                                                  | ED     | Run to win!                                     | 作曲・編曲 | [ 109 ] |
| 2006年 | アイシールド21                                                                  | ED c/w | Run to win!（リミックスバージョン）             | 作曲       | [ 110 ] |
| 2013年 | ファイヤーレオン                                                                | OP     | ファイヤーレオンの歌                            | 作曲       | [ 111 ] |
| 2013年 | ファンタジスタドール                                                            | OP     | 今よ! ファンタジスタドール                      | 作曲・編曲 | [ 113 ] |
| 2015年 | 新妹魔王の契約者                                                                | OP c/w | Fire Judgement                                  | 作曲・編曲 | [ 114 ] |
| 2016年 | 天穹のアルクルス                                                                | TM     | まだ見ぬ世界へ                                  | 作曲       | [ 115 ] |
| 2017年 | BORUTO-ボルト- -NARUTO NEXT GENERATIONS-                                        | TM     | 風になれ                                        | 作曲・編曲 | [ 116 ] |
| 2018年 | 聖闘士星矢 セインティア翔                                                       | OP     | The Beautiful Brave                             | 作曲・編曲 | [ 117 ] |
| 2020年 | コード:ドラゴンブラッド                                                         | TM     | 桜の怒り                                        | 作曲・編曲 | [ 118 ] |
| 2021年 | 月が導く異世界道中                                                              | ED     | ああ人生に涙あり                                | 編曲       | [ 120 ] |
| 2022年 | モバイルレジェンド                                                              | TM     | WE BELIEVE                                      | 作曲・編曲 | [ 121 ] |
| 2024年 | キン肉マン 完璧超人始祖編                                                       | OP     | LOVE & JUSTICE                                  | 編曲・演奏 | [ 123 ] |

※OP=オープニングテーマ、ED=エンディングテーマ、TM＝テーマ曲（主題歌）、c/w＝カップリング曲、AR＝アレンジカバー楽曲（権利問題で別レーベルが使用）

#### イベント・個人・企業など
| 年     | 概要                                     | 曲名                               | 担当       |
| ------ | ---------------------------------------- | ---------------------------------- | ---------- |
| 1994年 | 女子プロレスラー三田英津子 入場テーマ曲  | Skyscrapower                       | 作曲       |
| 1994年 | 女子プロレスラー伊藤薫 入場テーマ曲      | Milky-Way Flight                   | 作曲       |
| 1994年 | 女子プロレスラー長谷川咲恵 入場テーマ曲  | Hard-Beat Runner                   | 作曲       |
| 2000年 | 格闘技PRIDE オフィシャルテーマ曲         | PRIDE                              | 作曲・編曲 |
| 2000年 | 格闘技PRIDE オフィシャルテーマ曲         | Victory                            | 作曲・編曲 |
| 2000年 | プロレスラー松井大二郎 入場テーマ曲      | Thunder Struck                     | 作曲       |
| 2002年 | 格闘技Dynamite! メインテーマ             | Dynamite!                          | 作曲・編曲 |
| 2003年 | 2003年世界柔道選手権大会 テーマ曲        | -                                  | 作曲・編曲 |
| 2004年 | 格闘技PRIDE武士道 テーマ曲               | -                                  | 作曲・編曲 |
| 2004年 | プロレスラー小川直也 入場テーマ曲        | ハッスルトレイン                   | 作曲・編曲 |
| 2008年 | 新総合格闘技イベントDREAM メインテーマ曲 | -                                  | 作曲・編曲 |
| 2008年 | ニコニコ動画 テーマ曲                    | ニコニコ動画のテーマ 第一楽章 創造 | 作曲・編曲 |
| -      | 株式会社ブシロード テーマ曲              | ブシロードのテーマ                 | 作曲・編曲 |
| 2014年 | 野球日本代表「侍ジャパン」 公式アンセム  | 侍ジャパン公式アンセム〜結束〜     | 作曲・編曲 |

### 挿入歌・キャラクターソング
ここではイメージソングを含む。また劇中歌シングルのカップリング曲も含めている。
| 年     | 作品名                                                 | 種別     | 曲名                                   | 担当             | 備考    |
| ------ | ------------------------------------------------------ | -------- | -------------------------------------- | ---------------- | ------- |
| 1997年 | はいぱーぽりす                                         | IN c/w   | GOLD RUSH                              | 編曲             | [ 126 ] |
| 1998年 | 爆走兄弟レッツ&ゴー!!MAX                               | IM       | MUTEKI Fight it out                    | 作曲・編曲       | [ 127 ] |
| 1998年 | 爆走兄弟レッツ&ゴー!!MAX                               | IM       | 風のYell                               | 作曲・編曲       | [ 127 ] |
| 1998年 | ウルトラマンティガ&ウルトラマンダイナ 光の星の戦士たち | IM       | 君の愛と僕の勇気〜もう悲しみなんかない | 編曲             | [ 129 ] |
| 2001年 | 頭文字D                                                | IM       | TAKE MY HEART AWAY                     | 作曲・編曲       | [ 130 ] |
| 2001年 | 頭文字D                                                | IM       | GETTING DREAM                          | 作曲・編曲       | [ 131 ] |
| 2001年 | アニメ店長                                             | CS       | 社長 愛のテーマ                        | 作曲・編曲       | [ 132 ] |
| 2002年 | アンジェリーク トロワ                                  | IM       | BRILLIANCE                             | 作曲             | [ 133 ] |
| 2003年 | アンジェリーク エトワール                              | IM（CS） | うたかたのオペラ                       | 作曲・編曲       | [ 134 ] |
| 2007年 | 瀬戸の花嫁                                             | IN（CS） | 英雄の詩                               | 作曲・編曲       | [ 135 ] |
| 2008年 | 瀬戸の花嫁OVA                                          | IN（CS） | 激しい詩                               | 作曲・編曲       | [ 136 ] |
| 2010年 | FAIRY TAIL                                             | IN       | 悲しき過去                             | 作詞・作曲・編曲 | [ 137 ] |
| 2010年 | FAIRY TAIL                                             | IN（CS） | 旅立つ者へ                             | 作曲・編曲       | [ 138 ] |
| 2010年 | 一騎当千 XTREME XECUTOR                                | IN       | Warrior's cry                          | 作曲             | [ 139 ] |
| 2011年 | CR地獄少女                                             | IN（CS） | 紅い実                                 | 作曲             | [ 140 ] |
| 2013年 | NARUTO -ナルト- 疾風伝                                 | IN（CS） | 尾獣数え唄                             | 作曲             | [ 141 ] |
| 2013年 | 熱風海陸ブシロード                                     | IM       | 紅蓮の炎〜ブシロード〜                 | 作曲             | [ 142 ] |
| 2014年 | 俺、ツインテールになります。                           | IN（CS） | テイルオン! ツインテイルズ             | 編曲             | [ 144 ] |
| 2015年 | ログ・ホライズン                                       | IN（CS） | バースデイ・ソング                     | 作曲・編曲       | [ 145 ] |
| 2024年 | FAIRY TAIL 100年クエスト                               | IN       | Beyond the Quest                       | 作曲・編曲       | [ 146 ] |

※IN=挿入歌、IM=イメージソング、CS=キャラクターソング、c/w＝カップリング曲

### プリキュア
この項目ではプリキュアシリーズ関連の提供曲をまとめて示す。
| [別] プリキュア〜永遠のともだち〜（映画version） [Inst.] プリキュア〜永遠のともだち〜 -Instrumental- [Inst.] あゆみを守りたい |

| [Inst.] 新しい友だち [Inst.] ふたりは友だち [Inst.] きのうまでと少し違う朝 |

| [別] プリキュア〜永遠のともだち〜（2013 Version）（映画size） |

| [別] プリキュア～永遠のともだち～（2014 Version）（映画size） |

| [別] つ.ぼ.み〜Future Flower〜（Promenade remix） [Inst.] つぼみ 〜キュアブロッサムのテーマ |

| [別] スペシャル＊カラフル（ULTRA Happy remix） [Inst.] えりか 〜キュアマリンのテーマ |

| [別] MOON 〜月光〜 ATTACK（Space Trip remix） [Inst.] キュアムーンライトのテーマ |

| [別] Power of Shine（Super Prism remix） [Inst.] キュアサンシャインのテーマ |

| [別] 心の歌 -short ver.- [Inst.] 心の歌 -Instrumental- |

| [Inst.] 笑う 笑えば 笑おう♪ 〜Delight Instrumental〜 |

| [別] きみという未来（映画size） |

※OP=オープニングテーマ、TM=テーマ曲（主題歌）、IN=挿入歌、CS=キャラクターソング、c/w＝カップリング曲

※[別]=別バージョン或いは別アレンジ、[Inst.]=インスト曲（インストゥルメンタルバージョン）

### アーティスト
- 寺田恵子 「DEAD OR LOVE」「冷たい雨」[173]（編曲）（1997年）
- LAMUSE 「ORIGINAL」[174]（編曲）（1998年）
- 結城比呂 「舞踏(rondo)」「TURNING POINT」[175]（作曲・編曲）
- 桜井智 「真夏の夜のミステリィツアー」「夏服の少女」[176]（作曲）（1999年）
- AKB48 「AKB48」（編曲）[177]
- SKE48 「SKE48」（編曲）
- NMB48 「NMB48」（編曲）
- HKT48 「HKT48」（編曲）
- Chu-ni 「ジャック・イン」（作曲）（2012年）
- 乃木坂46 「コウモリよ」[178]（編曲）[179]（2013年）
- アザブスミス「桜色の街で」（ストリングスアレンジ）[180][181]（2014年）

## ディスコグラフィ

### シングル

#### シングルCD
|   | 発売日        | タイトル | 規格品番   | 備考          |
| - | ------------- | -------- | ---------- | ------------- |
| 1 | 2000年4月26日 | PRIDE    | TKDA-71905 | 8cmシングルCD |

#### 配信限定シングル
|   | 発売日         | タイトル                       | 規格                   | 備考    |
| - | -------------- | ------------------------------ | ---------------------- | ------- |
| 1 | 2014年11月12日 | 侍ジャパン公式アンセム〜結束〜 | デジタル・ダウンロード | [ 182 ] |

### 参加バンド
ここでは、本人作曲による作品が存在するバンドについて記す。

#### Hellen
- Fantastic Dream（1984年）※デモテープ
- Talon of King（1985年）
  - 「Talon of King」（作曲）
  - 「In the Dream」（作曲）
  - 「Liar」（作曲）
  - 「愛の炎〜Fire of Love」（作曲）

#### PLANET EARTH
- BIG BANG（1993年）
  - 「BIG BANG」（作曲）
  - 「君を愛してしまった」（共同作曲）
  - 「NEVER STOP ROCK'N' ROLL」（共同作曲）

#### METAL SERVICE
- YELLOW METAL ORCHESTRA（1998年）
  - ※YMOトリビュート・アルバム。

#### 六三四Musashi
※ディスコグラフィの詳細は「六三四Musashi」の項目を参照のこと。
- Far East Groove（1998年）
  - 「雷神（Raijin）」（作曲）
  - 「幻夜（Gen-ya）」（作曲）
- 宮本武蔵（2002年）
  - 「プロローグ」（ストリングスアレンジ）
  - 「長刀（Choutou）／佐々木小次郎のテーマ」（作曲・編曲）
  - 「巌流島（Ganryujima）／巌流島の決闘」（共同作曲・共同編曲）
  - 「エピローグ」（共同作曲・共同編曲）

### ライブ音源
- 「FAIRY TAIL 竜王音楽祭 -Music Festival Of The Dragon King-」(2022年)
  - ※2019年に開催された『高梨康治～FAIRY TAIL Music Live～ 竜王音楽祭』のライブ音源。配信のみ。

### サウンドトラック
2017年7月現在までに単体でリリースされているサウンドトラックCDに関して、年別の枚数内訳を挙げる（括弧内は単独名義の作品）。

- 2003年 - 1枚（0）
- 2004年 - 3枚（2）
- 2005年 - 5枚（5）
- 2006年 - 5枚（3）
- 2007年 - 9枚（4）
- 2008年 - 7枚（3）
- 2009年 - 10枚（4）
- 2010年 - 7枚（5）
- 2011年 - 7枚（6）
- 2012年 - 7枚（6）
- 2013年 - 4枚（3）
- 2014年 - 5枚（4）
- 2015年 - 8枚（6）
- 2016年 - 5枚（2）
- 2017年 - 6枚（2）
- 2018年 - 3枚（0）
- 2019年 - 2枚（1）
- 2020年 - 3枚（1）
- 2021年 - 2枚（1）
- 2022年 - 3枚（3）
- 2023年 - 2枚（1）
- 2024年 - 3枚（2）
- 2025年 - 1枚（1）

#### サウンドトラックCD（1）
一つの作品やシリーズ単位において複数枚のCDが出ているものは以下の通りである。
※担当名義が単独か共同かを問わず、劇伴曲において高梨以外の複数の作曲者が参加しているアルバムで、ブックレットに作曲者についての詳細が記載されていないものが存在する（『NARUTO -ナルト- 疾風伝』や『プリキュア』シリーズなど）。またブックレットの情報が大雑把で部分的に誤りを含む場合がある（例えば「戦うフレッシュプリキュア」の著作者は藤澤健至であるが、ブックレットでは他と一括りに高梨の曲としている）。これらのうち主要な作品に関して、著作者（≒作曲者）等が信頼しうる情報源から確定できるものについては脚注を付すので参照されたい。なおブックレットに情報が記載されているものについては基本的にここには記さない。後述のサウンドトラック（2）についても同様とする。
- NARUTO（高梨康治、刃-yaiba-）
  - テレビシリーズ（疾風伝）
    - NARUTO -ナルト- 疾風伝 オリジナル・サウンドトラック[184][185]（2007年）
    - NARUTO -ナルト- 疾風伝 オリジナル・サウンドトラック II[186][187][188]（2009年）
    - NARUTO -ナルト- 疾風伝 オリジナル・サウンドトラック III[184][189]（2016年）

  - テレビシリーズ（BORUTO）
    - BORUTO -ボルト- NARUTO NEXT GENERATIONS Original Soundtrack I[190][191]（2017年）
    - BORUTO -ボルト- NARUTO NEXT GENERATIONS Original Soundtrack II[192]（2018年）

  - 劇場版
    - 劇場版 NARUTO -ナルト- 疾風伝 オリジナルサウンドトラック[193][194]（2007年）
    - 劇場版 NARUTO -ナルト- 疾風伝 絆 オリジナルサウンドトラック[193][195]（2008年）
    - 劇場版 NARUTO -ナルト- 疾風伝 火の意志を継ぐ者 オリジナルサウンドトラック[193][196]（2009年）
    - 劇場版 NARUTO -ナルト- 疾風伝 ザ・ロストタワー オリジナルサウンドトラック[193][197]（2010年）
    - 劇場版 NARUTO -ナルト- ブラッド・プリズン オリジナルサウンドトラック[193][198]（2011年）
    - ROAD TO NINJA -NARUTO THE MOVIE- ORIGINAL SOUNDTRACK[193][199]（2012年）
    - THE LAST -NARUTO THE MOVIE- ORIGINAL SOUNDTRACK[193][200]（2014年）
    - BORUTO -NARUTO THE MOVIE- ORIGINAL SOUNDTRACK[193][201]（2015年）
- プリキュア
  - プリキュアオールスターズシリーズ
    - 映画 プリキュアオールスターズDX みんなともだちっ☆奇跡の全員大集合! オリジナル・サウンドトラック[202][203]（佐藤直紀、高梨康治）（2009年）
    - 映画 プリキュアオールスターズNewStage みらいのともだち オリジナル・サウンドトラック[204][205]（2012年）
    - 映画 プリキュアオールスターズNewStage2 こころのともだち オリジナル・サウンドトラック[204][206]（2013年）
    - 映画 プリキュアオールスターズNewStage3 永遠のともだち オリジナル・サウンドトラック[204][207]（2014年）
    - 映画 プリキュアオールスターズ 春のカーニバル♪ オリジナル・サウンドトラック[204]（2015年）

  - フレッシュプリキュア!
    - フレッシュプリキュア! オリジナル・サウンドトラック1 プリキュア・サウンド・サンシャイン!![202][208]（2009年）
    - フレッシュプリキュア! オリジナル・サウンドトラック2 プリキュア・サウンド・ハリケーン!![202]（2009年）
    - 映画 フレッシュプリキュア! おもちゃの国は秘密がいっぱい!? オリジナル・サウンドトラック[202][209]（2009年）

  - ハートキャッチプリキュア!
    - ハートキャッチプリキュア! オリジナル・サウンドトラック1 プリキュア・サウンド・フォルテウェイブ!![202][210]（2010年）
    - ハートキャッチプリキュア! オリジナル・サウンドトラック2 プリキュア・サウンド・バースト!![204][211]（2010年）
    - 映画 ハートキャッチプリキュア! 花の都でファッションショー…ですか!? オリジナル・サウンドトラック[204][212]（2010年）

  - スイートプリキュア♪
    - スイートプリキュア♪ オリジナル・サウンドトラック1 プリキュア・サウンド・ファンタジア!![204]（2011年）
    - スイートプリキュア♪ オリジナル・サウンドトラック2 プリキュア・サウンド・シンフォニア!![204]（2011年）
    - 映画 スイートプリキュア♪ とりもどせ! 心がつなぐ奇跡のメロディ♪ オリジナル・サウンドトラック[204][213]（2011年）

  - スマイルプリキュア!
    - スマイルプリキュア! オリジナル・サウンドトラック1 プリキュア・サウンド・パレード!![204]（2012年）
    - スマイルプリキュア! オリジナル・サウンドトラック2 プリキュア・サウンド・レインボー!![204]（2012年）
    - 映画 スマイルプリキュア! 絵本の中はみんなチグハグ! オリジナル・サウンドトラック[204]（2012年）
- FAIRY TAIL
  - テレビシリーズ
    - FAIRY TAIL ORIGINAL SOUNDTRACK VOL. 1（2010年）
    - FAIRY TAIL ORIGINAL SOUNDTRACK VOL. 2（2010年）
    - FAIRY TAIL ORIGINAL SOUNDTRACK VOL. 3（2011年）
    - FAIRY TAIL ORIGINAL SOUNDTRACK VOL. 4（2013年）（2枚組）
    - FAIRY TAIL ORIGINAL SOUND COLLECTION[214]（2015年）（2枚組）
    - FAIRY TAIL ORIGINAL SOUND COLLECTION Vol. 2（2016年）（2枚組）

  - 劇場版
    - 劇場版 FAIRY TAIL -鳳凰の巫女- オリジナル・サウンドトラック（2012年）
- 地獄少女
  - 地獄少女（高梨康治、水谷広実）
    - 地獄少女 オリジナルサウンドトラック[215][216]（2006年）
    - 地獄少女 オリジナルサウンドトラック II[215][217]（2006年）

  - 地獄少女 二籠（高梨康治、水谷広実）
    - 地獄少女 二籠 オリジナルサウンドトラック[215][218]（2007年）
    - 地獄少女 二籠 オリジナルサウンドトラック II[215][219]（2007年）

  - 地獄少女 三鼎（高梨康治、水谷広実、藤澤健至）
    - 地獄少女 三鼎 オリジナルサウンドトラック 〜肉喰〜[220]（2008年）
    - 地獄少女 三鼎 オリジナルサウンドトラック 〜草喰〜[220]（2009年）
- 幻星神ジャスティライザー
  - 幻星神ジャスティライザー 音楽集 勇の巻（2005年）
  - 幻星神ジャスティライザー 音楽集 智の巻（2005年）
  - 幻星神ジャスティライザー 音楽集 仁の巻[221]（2005年）
- 韋駄天翔
  - 韋駄天翔 オリジナルサウンドトラック 1[222]（2006年）
  - 韋駄天翔 オリジナルサウンドトラック 2[222]（2006年）
- モノノ怪
  - 怪〜ayakashi〜 オリジナル・サウンドトラック（2006年）
  - モノノ怪 オリジナル・サウンドトラック[223]（2007年）
- 一騎当千
  - 一騎当千 Dragon Destiny サウンドトラック&スペシャルwebラジオ（2007年）
  - 一騎当千 Great Guardians オリジナル・サウンドトラック（2008年）
- 地球へ…
  - 地球へ… オリジナルサウンドトラック[224]（2007年）
  - 地球へ… オリジナルサウンドトラック 2[224]（2007年）
- 遙かなる時空の中で（舞台版）（高梨康治、藤澤健至）
  - ネオロマンス・ステージ 遙かなる時空の中で 舞一夜 ステージ・ミュージック集[225]（2008年）
  - ネオロマンス・ステージ 遙かなる時空の中で 朧草紙 ステージ・ミュージック集[226]（2008年）
- ログ・ホライズン
  - ログ・ホライズン オリジナル・サウンドトラック 1[227]（2014年）
  - ログ・ホライズン オリジナル・サウンドトラック 2[228]（2015年）
- 美少女戦士セーラームーンCrystal
  - 美少女戦士セーラームーンCrystal オリジナル・サウンドトラック（2014年）（2枚組）
  - 美少女戦士セーラームーンCrystal オリジナル・サウンドトラック II（2016年）（2枚組）
- 新妹魔王の契約者
  - 新妹魔王の契約者
    - 新妹魔王の契約者 臨界突破の絶頂音楽集[229]（2015年）
    - 新妹魔王の契約者 臨界突破の悦楽音楽集[229]（2015年）

  - 新妹魔王の契約者 BURST
    - 新妹魔王の契約者 BURST Perfect Music Collection（2015年）
- SHOW BY ROCK!!
  - SHOW BY ROCK!!（高梨康治、Funta7、RegaSound）
    - SHOW BY ROCK!! OST Plus[230][231]（2015年）（2枚組）

  - SHOW BY ROCK!!#（高梨康治、Funta7、RegaSound）
    - SHOW BY ROCK!! OST Plus 2[232]（2017年）（2枚組）

  - SHOW BY ROCK!!ましゅまいれっしゅ!!（高梨康治、Funta7）
    - SHOW BY ROCK!!ましゅまいれっしゅ!! オリジナルサウンドトラック[233]（2020年）（2枚組）

  - SHOW BY ROCK!!STARS!!（高梨康治、鈴木暁也、Funta7）
    - SHOW BY ROCK!!STARS!! オリジナルサウンドトラック[234]（2021年）
- SUPER LOVERS（高梨康治、片山修志、加藤賢二）
  - SUPER LOVERS ミュージック・アルバム featuring Ren and Haru（2016年）
  - SUPER LOVERS ミュージック・アルバム featuring Aki and Shima（2016年）
- ゲゲゲの鬼太郎（高梨康治、刃-yaiba-）
  - ゲゲゲの鬼太郎 ORIGINAL SOUNDTRACK（2018年）
  - ゲゲゲの鬼太郎 ORIGINAL SOUNDTRACK VOL.2（2020年）

#### サウンドトラックCD（2）
上記（1）以外のサウンドトラックCD一覧は以下の通りである。
| 年     | タイトル                                                               | 名義                                                                      |
| ------ | ---------------------------------------------------------------------- | ------------------------------------------------------------------------- |
| 2003年 | 新・北斗の拳 音楽集・壱                                                | 高梨康治（演奏：刃-yaiba-）                                               |
| 2004年 | 爆転シュート ベイブレード Gレボリューション オリジナルサウンドトラック |                                                                           |
| 2004年 | それいけ!ズッコケ三人組 〜ズッコケ海底大陸の秘密〜                     |                                                                           |
| 2004年 | 東京湾景〜Destiny of Love〜 Greatest Hits                              | イルマ、高梨康治                                                          |
| 2005年 | 超星神グランセイザー オリジナルサウンドトラック                        |                                                                           |
| 2005年 | GENJI オリジナルサウンドトラック（2枚組）                              |                                                                           |
| 2007年 | パチスロ戦国無双 オリジナルサウンドトラック                            | たにやん、高梨康治                                                        |
| 2008年 | ゲゲゲの鬼太郎 千年呪い歌 オリジナル・サウンドトラック                 |                                                                           |
| 2008年 | 我が家のお稲荷さま。 オリジナルサウンドトラック                        |                                                                           |
| 2009年 | イタズラなKiss オリジナル・サウンドトラック&MORE イタキスSTATION       |                                                                           |
| 2009年 | ヒャッコ オリジナルサウンドトラック                                    | つんく、水谷広実、藤澤健至、高梨康治                                      |
| 2009年 | こんにちはアン 〜Before Green Gables オリジナル・サウンドトラック      | 高梨康治、水谷広実、藤澤健至                                              |
| 2010年 | Halo Legends: Original Soundtrack（輸入盤）                            | Martin O'Donnell & Michael Salvatori、 高梨康治、Naoyuki Hiroko、高橋徹也 |
| 2011年 | 屍鬼 オリジナル・サウンドトラック                                      |                                                                           |
| 2011年 | カーニバル・ファンタズム オリジナルサウンドトラック 大音楽祭（2枚組）  |                                                                           |
| 2012年 | 織田信奈の野望 -劇伴集- ORIGINAL SOUNDTRACK                            |                                                                           |
| 2013年 | 鬼武者Soul オリジナル・サウンドトラック                                | 高梨康治、水谷広実、藤澤健至、茂戸藤浩司                                  |
| 2013年 | ファンタジスタドール オリジナル・サウンドトラック                      |                                                                           |
| 2014年 | 俺、ツインテールになります。 オリジナル・サウンドトラック              |                                                                           |
| 2017年 | 怪獣娘〜ウルトラ怪獣擬人化計画〜 オリジナルサウンドトラック            |                                                                           |
| 2017年 | ALL OUT!! ORIGINAL SOUNDTRACK                                          | 高梨康治、刃-yaiba-                                                       |
| 2017年 | タイガーマスクW オリジナルサウンドトラック                             | 高梨康治、刃-yaiba-                                                       |
| 2017年 | つぐもも オリジナルサウンドトラック                                    |                                                                           |
| 2018年 | Caligula -カリギュラ- ORIGINAL SOUNDTRACK                              | 増子津可燦、高梨康治、Funta7、RegaSound、岩田賢治                         |
| 2019年 | ゾンビランドサガ オリジナルサウンドトラックス                          | 高梨康治、Funta7                                                          |
| 2019年 | ウルトラマンR/B Complete Sound Track                                   |                                                                           |
| 2020年 | ケンガンアシュラ オリジナル・サウンドトラック（2枚組）                 |                                                                           |
| 2021年 | 月が導く異世界道中 オリジナル・サウンドトラック                        |                                                                           |
| 2022年 | 大正オトメ御伽話 音樂集                                                |                                                                           |
| 2022年 | ブッチギレ! オリジナル・サウンドトラック                               | 高梨康治、藤澤健至、ヨハネス・ニルソン、鈴木暁也                          |
| 2022年 | 転生したら剣でした オリジナルサウンドトラック                          |                                                                           |
| 2023年 | TVアニメ「異世界のんびり農家」オリジナル・サウンドトラック             | 高梨康治、ヨハネス・ニルソン                                              |
| 2023年 | 『東京ミュウミュウ にゅ〜♡』original sound track                       |                                                                           |
| 2024年 | 魔法少女にあこがれて オリジナル・サウンドトラック                      | 高梨康治、鈴木暁也、ヨハネス・ニルソン                                    |
| 2024年 | 『キン肉マン』完璧超人始祖編オリジナルサウンドトラック                 |                                                                           |
| 2024年 | FAIRY TAIL 100 年クエスト Original Soundtrack                          |                                                                           |

DL販売・配信のみ
配信のみのサウンドトラック一覧は以下の通りである
| 年     | タイトル                                                 | 名義 |
| ------ | -------------------------------------------------------- | ---- |
| 2022年 | FAIRY TAIL SOUNDTRACK ARCHIVES 2009-2013                 |      |
| 2022年 | 『BASTARD!! －暗黒の破壊神－』Original Sound Track       |      |
| 2023年 | アニメ『終末のワルキューレ』オリジナル・サウンドトラック |      |
| 2024年 | キン肉マン Original Soundtrack introduction special - EP |      |

#### 関連CD
その他、本人名義ではないものや映像ソフトの特典CDとして付属するもの等について以下に示す。
| 作品名                                 | タイトル | 名義                              | 発売日                                                                                 |
| -------------------------------------- | --- | --------------------------------- | -------------------------------------------------------------------------------------- |
| ギルティ・ギア                         | ギルティ・ギア オリジナルサウンドコレクション | （※全曲編曲）                     | 1998年5月21日                                                                          |
| NARUTO                                 | NARUTO -ナルト- オリジナルサウンドトラック | 六三四プロジェクト 増田俊郎       | 2003年3月19日                                                                          |
| NARUTO                                 | NARUTO -ナルト- オリジナルサウンドトラックII | 六三四プロジェクト 増田俊郎       | 2004年3月10日                                                                          |
| NARUTO                                 | NARUTO -ナルト- オリジナルサウンドトラックIII | 六三四プロジェクト 増田俊郎       | 2005年4月27日                                                                          |
| NARUTO                                 | 劇場版 NARUTO -ナルト- 大激突!幻の地底遺跡だってばよ オリジナルサウンドトラック | 増田俊郎 六三四プロジェクト       | 2005年8月24日                                                                          |
| NARUTO                                 | 劇場版 NARUTO -ナルト- 大興奮!みかづき島のアニマル騒動だってばよ オリジナルサウンドトラック | 増田俊郎 六三四プロジェクト       | 2006年8月23日                                                                          |
| 瀬戸の花嫁                             | 瀬戸の花嫁 劇中音楽集その1 |                                   | 2007年8月29日                                                                          |
| 瀬戸の花嫁                             | 瀬戸の花嫁 劇中音楽集その2 |                                   | 2007年9月26日                                                                          |
| 瀬戸の花嫁                             | 瀬戸の花嫁 劇中音楽集その3 |                                   | 2007年10月31日                                                                         |
| ミカるんX                              | ミカるんX ドラマCD 01 | （※ドラマCD）                     | 2009年4月24日                                                                          |
| ミカるんX                              | ミカるんX ドラマCD 02 | （※ドラマCD）                     | 2009年5月29日                                                                          |
| 一騎当千 XTREME XECUTOR                | 一騎当千 XTREME XECUTOR オープニングテーマ 「Stargazer」 ・「南蛮高校のテーマ 〜Stargazer〜」（編曲） ・「苦悩する戦い」（作曲・編曲） ・「献帝のテーマ（怨念〜復活〜支配）」（作曲・編曲） ・「それぞれの想い〜戦いの予感〜」（作曲・編曲） ・「馬超のテーマ」（作曲・編曲） | 増田有華                          | 2010年4月28日                                                                          |
| 一騎当千 XTREME XECUTOR                | 一騎当千 XTREME XECUTOR エンディングテーマ 「Endless Soul〜終わりなき戦士〜」 ・「脱出〜反撃」（作曲・編曲） ・「飛翔する魂」（作曲・編曲） ・「呂蒙のテーマ」（作曲・編曲） ・「孟優と劉備」（作曲・編曲） ・「安息の時 〜Endless Soul〜」（編曲）                           | 孫策（浅野真澄） ＆馬超（遠藤綾） | 2010年4月28日                                                                          |
| 屍鬼                                   | 屍鬼 オリジナル・サウンドトラック ミニアルバム「Rouge」 |                                   | 2010年11月24日                                                                         |
| 屍鬼                                   | 屍鬼 オリジナル・サウンドトラック ミニアルバム「Noir」 |                                   | 2011年1月26日                                                                          |
| 屍鬼                                   | 屍鬼 オリジナル・サウンドトラック ミニアルバム「Blanc」 |                                   | 2011年5月25日                                                                          |
| プリキュア                             | プリキュア ボーカルベストBOX | （※ボーカルCD）                   | 2013年9月4日                                                                           |
| ファンタジスタドール                   | ・劇伴曲がBlu-ray/DVDの各巻特典CD中に3曲ずつ収録 ・オープニングテーマの別バージョンが同CDに収録 |                                   | 2013年9月20日 2013年10月25日 2013年11月22日 2013年12月20日 2014年1月24日 2014年2月21日 |
| 断裁分離のクライムエッジ               | 断裁分離のクライムエッジ オリジナル・サウンドトラック |                                   | 2014年1月24日                                                                          |
| 熱風海陸ブシロード                     | 熱風海陸ブシロード オリジナルサウンドトラック |                                   | 2014年3月26日                                                                          |
| BRAVELY DEFAULT                        | X'mas Collections music from BRAVELY DEFAULT ・「永遠の刹那 / X'mas Edit」（編曲） ・「風が吹いた日 / X'mas Edit」（編曲） | （※アレンジャーとして参加）       | 2014年11月19日                                                                         |
| 俺、ツインテールになります。           | オフィシャルファンブックのきゃにめ.jp限定特典として、 特典CD「オリジナルサウンドトラックおまけ」（全19曲） |                                   | 2015年3月22日                                                                          |
| BORUTO -NARUTO THE MOVIE-              | ミニサウンドトラックCD |                                   | 2016年7月6日                                                                           |
| 不機嫌なモノノケ庵                     | 不機嫌なモノノケ庵 オリジナルサウンドトラックCD vol.1 |                                   | 2017年1月11日                                                                          |
| 不機嫌なモノノケ庵                     | 不機嫌なモノノケ庵 オリジナルサウンドトラックCD vol.2 |                                   | 2017年2月8日                                                                           |
| エルドライブ【ēlDLIVE】                | サウンドトラック1 |                                   | 2017年3月29日                                                                          |
| エルドライブ【ēlDLIVE】                | サウンドトラック2 |                                   | 2017年5月17日                                                                          |
| 劇場版 FAIRY TAIL -DRAGON CRY-         | オリジナルサウンドトラックCD |                                   | 2017年11月17日                                                                         |
| キリングバイツ                         | オリジナルサウンドトラックCD |                                   | 2018年3月28日                                                                          |
| 一騎当千 Western Wolves                | 一騎当千 Western Wolves エンディングテーマ 「紅の光暁」（劇伴14曲収録） | 榊原ゆい                          | 2019年2月27日                                                                          |
| FAIRY TAIL ファイナルシリーズ          | ORIGINAL SOUND COLLECTION Vol.1 |                                   | 2020年1月31日                                                                          |
| FAIRY TAIL ファイナルシリーズ          | ORIGINAL SOUND COLLECTION Vol.2 |                                   | 2020年2月28日                                                                          |
| 継つぐもも                             | オリジナルサウンドトラックCD |                                   | 2020年6月10日                                                                          |
| 劇場版 美少女戦士セーラームーンEternal | オリジナル・サウンドトラック |                                   | 2021年6月30日                                                                          |
| Fate/Grand Carnival                    | ORIGINAL SOUNDTRACK CD |                                   | 2021年10月13日                                                                         |

### 主題歌・テーマ曲CD
ここでは2012年以降に発売されたものについて示す。
| 発売日         | 作品名及びタイトル                                                                                              | 参加歌手                                                  | 担当曲                                                              | 規格品番       |
| -------------- | --- | --------------------------------------------------------- | ------------------------------------------------------------------- | -------------- |
| 2012年3月14日  | 映画 プリキュアオールスターズNewStage みらいのともだち 主題歌 「プリキュア〜永遠のともだち〜」                  | 工藤真由 池田彩                                           | 「プリキュア〜永遠のともだち〜」（作曲・編曲） 「トモダチ」（作曲） | MJSS-09074     |
| 2012年10月24日 | 映画 スマイルプリキュア! 絵本の中はみんなチグハグ! テーマ曲 「きみという未来」                                  | REMI 池田彩 吉田仁美                                      | 「きみという未来」（作曲・編曲）                                    | MJSS-09092     |
| 2013年3月13日  | 映画 プリキュアオールスターズNewStage2 こころのともだち 主題歌 「プリキュア〜永遠のともだち〜（2013 Version）」 | 工藤真由 黒沢ともよ 吉田仁美                              | 「プリキュア〜永遠のともだち〜（2013 Version）」（作曲・編曲）      | MJSS-09097     |
| 2013年4月24日  | ファイヤーレオン オープニングテーマ 「ファイヤーレオンの歌」                                                    | 森嶋秀太                                                  | 「ファイヤーレオンの歌」（作曲）                                    | HKMM-0001      |
| 2013年7月17日  | ファンタジスタドール オープニングテーマ 「今よ! ファンタジスタドール」                                          | 大橋彩香 津田美波 徳井青空 赤﨑千夏 大原さやか 長谷川明子 | 「今よ! ファンタジスタドール」（作曲・編曲）                        | THCS-60004     |
| 2014年3月12日  | 映画 プリキュアオールスターズNewStage3 永遠のともだち 主題歌 「プリキュア〜永遠のともだち〜（2014 Version）」   | 工藤真由 生天目仁美 中島愛 他7名                          | 「プリキュア〜永遠のともだち〜（2014 Version）」（作曲・編曲）      | MJSS-09117     |
| 2018年12月26日 | 聖闘士星矢 セインティア翔 オープニングテーマ 「The Beautiful Brave」                                            | 鈴木愛奈 M・A・O 水瀬いのり 中島愛                        | 「The Beautiful Brave」（作曲・編曲）                               | COCC-17545     |
| 2024年8月28日  | キン肉マン 完璧超人始祖編 オープニングテーマ 「LOVE & JUSTICE」                                                 | 高梨康治 FLOW                                             | 「LOVE & JUSTICE」（編曲）                                          | PCCG-000070540 |